# شرکت سی اف هاتاوی
سی. اف. هاتاوی (به انگلیسی: C. F. Hathaway Company) یک شرکت تولید کننده پوشاک مردانه و پسرانه  در واترویل، مین بود.

## تاریخچه
این شرکت توسط چارلز فاستر هاتاوی تأسیس شد. مستندات نشان می‌دهند که هاتاوی در سال ۱۸۴۸ با جوزایا تیلسون در واترتاون، ماساچوست، کارخانه پیراهن‌سازی را ساخت و سهم خود را در ۳۱ مارس ۱۸۵۳ به تیلسون فروخت. در ۱ آوریل ۱۸۵۳، هاتاوی در دفتر خاطرات خود نوشت که با برادرش جورج برای تأسیس کارخانه‌ای در واترویل تحت عنوان سی. اف. هاتاوی به توافق رسیده است.
در ۱۸ می ۱۸۵۳، او یک هکتار زمین در خیابان اپلتون را از ساموئل اپلتون خریداری کرد که بیش از صد سال محل کارخانه پوشاک هاتاوی بود. کارخانه در ۱ ژوئن ۱۸۵۳ شروع به کار کرد و تا پایان اکتبر به طور کامل فعال شد. کارگران ۶۰ ساعت در هفته، از ۷ صبح تا ۶ عصر، شش روز در هفته کار می‌کردند و در هر روز کاری یک ساعت استراحت در ظهر داشتند. بعدها این شرکت یونیفرم‌های نظامی برای سربازان در جنگ داخلی آمریکا تولید کرد.
شرکت C.F. Hathaway در سال ۲۰۰۲ کارخانه خود در مین را تعطیل کرد و آخرین شرکت بزرگ آمریکایی بود که در ایالات متحده پوشاک تولید می‌کرد. در آن زمان تنها شرکت Gitman Bros در شمال شرقی پنسیلوانیا این تولیدات را ادامه داد.

## شهرت
شرکت هاتاوی بیشتر به خاطر کمپین تبلیغاتی «مرد با چشم‌بند» که در سال ۱۹۵۱ توسط «آگیلوی و ماتر» ایجاد شد، معروف است. این کمپین الهام گرفته از تصویر لوئیس داگلاس، یک مقام سیاسی، الهام گرفته بود که در حادثه ماهیگیری چشم خود را از دست داده بود. دیوید آگیلوی، بارون جورج ورانگل، یک اشراف‌زاده روسی با بینایی ۲۰از۲۰، را برای حضور در تبلیغات استخدام کرد. این کمپین تبلیغاتی «مرد هاتاوی» را به عنوان فردی خوش‌پوش، باکلاس و خبره نشان می‌داد. این کمپین توسط Advertising Age به عنوان یکی از بزرگترین کمپین‌های تبلیغاتی قرن بیستم انتخاب شده است.
«مرد هاتاوی» در برنامه "Saturday Night Live" در سال ۱۹۹۳، با بازی فیل هارتمن بدون سبیل، دوباره ظاهر شد. در این برنامه مرد هاتاوی به یک مدل که در یک تصادف اتومبیل بخشی از انگشت خود را از دست داده بود، کمک می‌کند تا دوباره به مدلینگ بازگردد.